# Чельджерд
Чельдже́рд или Чельге́рд (перс. چلگرد‎) — небольшой город на юго-западе Ирана, в провинции Чехармехаль и Бахтиария. Административный центр шахрестана Кухранг.
На 2006 год население составляло 2 708 человек; в национальном составе преобладают бахтиары.

## География
Город находится в северо-западной части Чехармехаля и Бахтиарии, в высокогорной местности центрального Загроса, на высоте 2 282 метров над уровнем моря.
Чельджерд расположен на расстоянии приблизительно 70 километров к северо-западу от Шехре-Корда, административного центра провинции и на расстоянии 370 километров к юго-западу от Тегерана, столицы страны.